# زاویه پرتاب
زاویه پرتاب همواره در علم هوافضا و علم موشکی مورد توجه بوده‌است. زاویه پرتاب، علمی است که زیر شاخه علوم فیزیک و علوم ریاضیات بوده که به مطالعه بُردها، زوایای پرتاب و بردارها می‌پردازد. طبق بسیاری از نظریه‌ها، اگر می‌خواهید جسمی را با مسافت طولانی حرکت کند، باید آن را در زاویه ۴۵ درجه پرتاب کنید.

## علم زاویه پرتاب در قدیم
این علم در زمان قدیم، بسیار برای دانشمندان و همچنین فرماندهان جنگ مهم بوده‌است. در قدیم از این علم به عنوان حملات پرتابی استفاده می‌کردند. نمونه‌های بارز آن تیروکمان و منجنیق است و امروزه در علم موشکی مورد استفاده قرار می‌گیرد.

## بررسی علم زاویه پرتاب
طبق نظریات ارائه شده توسط دانشمندان، اگر جسمی می‌خواهد با مسافت طولانی‌تر و همچنین زمان کم‌تر پرتاب شود باید زاویه ای را در نظر گرفت؛ بیشتر نظریه پردازان قبول دارند که اگر جسمی در زاویه ۴۵ درجه پرتاب شود، مسافت طولانی تری را می‌پیماید و همچنین با زمان کمتری به مقصد می‌رسد. اگر ما سنگی را در زاویه ۴۵ درجه پرتاب کنیم، سنگ با پیمودن مسافت طولانی در زمان کمتر به مقصد یا مکان برخورد، می‌رسد.

## قله پرتاب
به بالاترین حد پرتاب یک زاویه می‌گویند که به مبدأ، ارتفاع و جرم جسم بستگی دارد. قله پرتاب موقعیت دقیق سقوط جسم را تعیین کرده و همچنین اعلام می‌کند که جسم تا چه مسافتی را می‌تواند بپیماید.

## تابع زاویه پرتاب
زاویه پرتاب در فضای باز و در محیطی خلأ، از معادلات سهمی پیروی می‌کند. اما اگر در محیط عوامل اصطکاک وجود داشته باشد، زاویه پرتاب تابع سهمی نخواهد بود.